# 수원기독호스피스
수원기독호스피스회(Suwon Christian Hospice Mission)는 대한민국 경기도 수원시에 있는 호스피스 봉사 선교 기관이다.

## 연혁 및 프로그램
1995년 수원 지역의 뜻있는 목회자와 기독교인들이 예수 그리스도의 가르침에 입각하여 지역사회 내 말기질환으로 고통받는 이웃들을 위하여 봉사, 선교하는 일을 목적으로 설립되었다. 매년 2회, 6개월 과정의 호스피스자원봉사자교육 프로그램이 있으며 수료 후에는 수원기독호스피센터 및 지역 병원에서 호스피스봉사활동을 할 수 있다. 2005년 수원시 최초의 호스피스완화의료전문기관인 의료법인 수원기독의원을 설립, 개원(17병상)하였으며 입원 및 외래 진료를 무료로 제공하는 자선의료선교기관이다. 지난 2009년 1월 보건복지부가 지정한 말기암환자전문호스피스의료기관으로 선정되었다.(경기 제5호) 이외에 말기질환환우 가정 방문, 미용, 목욕, 연주 등의 봉사를 제공한다. 

## 관련 기사
- '대법원 존엄사 인정후 찾아가 본 호스피스병원', 매일경제 2009.05.22 15:17:47[깨진 링크(과거 내용 찾기)]
- '수원기독호스피스센터, '또다른 삶을 위한 준비, 뉴시스 2009-01-13 15:58 [깨진 링크(과거 내용 찾기)]
- '호스피스 환자 돕기 바자회 ‘작은 나눔 큰 기쁨’', 크리스천투데이 2009-05-04 11:30[깨진 링크(과거 내용 찾기)]